# Citroën Activa
Citroën Activa est le nom de deux concept-cars Citroën. Le premier est une berline présentée en 1988 sous la forme d'une berline, le second en 1990 sous la forme d'un coupé, Activa 2

## Activa
Activa est un concept de berline 4 places présenté au mondial de l'automobile de Paris du 29 septembre au 9 octobre 1988.

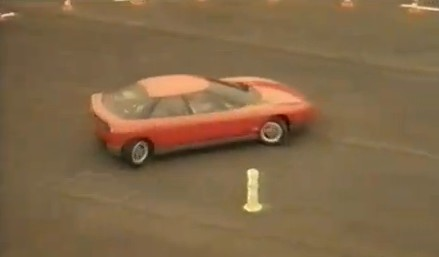
Activa (1988).

Ce prototype de recherche est principalement axé sur l'association de l'hydraulique haute pression Citroën avec l'électronique embarquée. Il introduit notamment le pilotage par un calculateur électronique numérique à microcontrolleur (Intel 8751) de la suspension hydropneumatique maison. Cette gestion en continu souple-ferme de l'amortissement et de la flexibilité en fonction des conditions de roulage annonce l'hydractive de la XM qui sortira l'année suivante. Le conducteur peut aussi forcer le mode ferme pour rendre la conduite plus sportive. Via un correcteur de hauteur électro-hydraulique, le calculateur modifie la hauteur du véhicule en fonction de la vitesse pour abaisser le Cx jusqu'à 0.25. Cette fonction déjà expérimentée sur un prototype Eco2000 se retrouvera en série avec l'hydractive 3+ qui équipera les C5 haut de gamme douze ans plus tard. A l'arrêt, l'ouverture des portes entraine une augmentation de la hauteur de 4cm pour faciliter l'accès et la sortie des passagers.
Un système d'antiroulis actif permet de maintenir la voiture droite quels que soient le braquage et la vitesse. Sur les deux barres antiroulis, un vérin hydraulique remplace une des deux traditionnelles biellettes. On obtient ainsi une liaison souple grâce à une sphère sur le circuit hydraulique des vérins, favorisant le confort par une meilleure indépendance des roues lorsqu'en ligne droite l'antiroulis n'est pas nécessaire. Si un virage s'amorce, il est détecté par l'action sur le volant et un raidissement d'anticipation s'opère: la sphère est isolée, les vérins deviennent fixes, devenant comme des biellettes des liaisons fermes avec leur barre antiroulis. Si l'auto tend à pencher, des petites biellettes de détection reliées aux bras du train avant actionnent un correcteur qui envoie la haute pression aux vérins qui, par variation de leur longueur pour compenser la flexion de leur barre antiroulis, empêchent la voiture de pencher et même d'incliner très légèrement l'auto inversement au roulis. Ce système préfigure le SC-CAR qui équipera la xantia activa à partir de 1994.
Sur des trains double-triangulés, les quatre roues sont directrices et individuellement actionnées par un moteur hydraulique SAMM. L'angle de braquage de chaque roue est déterminé par un calculateur en fonction des conditions de roulage pour orienter chaque roue à chaque instant à l'angle optimal en fonction de l'angle de rotation du volant, la vitesse, l'accélération transversale, vitesse de lacet et action d'un vent latéral. Activa affiche ainsi un diamètre de braquage réduit à 9 m à basse vitesse tout en assurant une sécurité active optimisée à haute vitesse par le braquage des roues arrière dans le même sens que les roues avant. Le volant actionne une commande hydraulique et tourne de seulement 60° de chaque côté. Il n'y a plus de liaison mécanique traditionnelle entre le volant et les roues, ceci autorise un rapport de démultiplication variable entre l'angle du volant et le braquage, optimisant ainsi la maniabilité et la précision en fonction des conditions de roulage. En une seule manœuvre en marche avant, Activa peut se garer contre un trottoir dans un espace de 6m entre 2 véhicules.
Le design extérieur, signé et dirigé par Dan Abramson, la présente sous la forme d'une berline effilée dotée de quatre grandes portes antagonistes et d'un toit très réduit, faisant la part belle aux vitrages en collaboration avec St Gobain. L'aileron arrière se déplace en fonction de la vitesse avec une gestion électronique. Les projecteurs sont à miroir complexe, une technique alors nouvelle permettant de concilier une plus grande efficacité avec un encombrement réduit. Leur réglage en hauteur est automatique, associé à la correction d’assiette du véhicule. Ils sont conçus en collaboration avec Valéo. Les portes antagoniste sont à ouverture électrique, il n'y a pas de montant central, ce qui permet un large accès à l'habitacle
L'intérieur est traité avec soin, avec un assemblage de cuirs clairs et de tonalités grises et beiges. Une partie de l'instrumentation s'affiche sur un écran tête haute positionné à la base du pare-brise, et les informations essentielles (pression d'huile, jauge à carburant, température d'huile et d'eau, alertes...) courent sur un écran étiré sur toute la largeur de la planche de bord, les rendant ainsi lisibles par le passager autant que par le conducteur. Les données plus secondaires (confort, communications, état général du véhicule) sont regroupées sur un autre écran à cristaux liquides au sommet de la console centrale, il affiche également les informations des détecteurs de proximité au nombre de 4 dans chaque pare-chocs qui agissent jusqu'à 1m40. Les sièges sont à réglage électrique et les ceintures de sécurité sont intégrées dans leur structure.
Le véhicule est aussi équipé d'un radio-téléphone, d'un accès au réseau minitel et d'un lecteur de disquettes pouvant recevoir divers programmes comme des cartes routières, une aide à la conduite urbaine et un affichage d’itinéraire.
Activa est animée par un moteur V6 PRV dans une configuration dérivée d'un moteur WM, ici en 3L et 24 soupapes pour délivrer 220ch. Il préfigure la variante ZPJ4 qui équipera les XM et 605 à partir de l'été 1990. La transmission est confiée à une boîte automatique à commande électronique, 4 roues motrices permanentes (à 3 différentiels, répartition du couple 50/50 en fonctionnement normal).
Le freinage haute pression Citroën à 4 disques est associé à un système antiblocage et d'un antipatinage.
Compte tenu d'un nombre important de liaisons électriques et électroniques à assurer et de l'interconnexion entre les différents organes pilotés, un faisceau multiplexé a été utilisé.

## Activa 2
Activa 2 est un concept de coupé dévoilé au mondial de l'automobile de Paris du 4 au 14 octobre 1990.

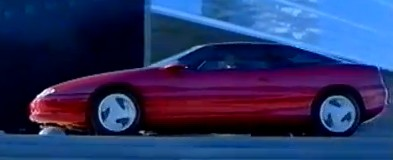
Activa II (1990).

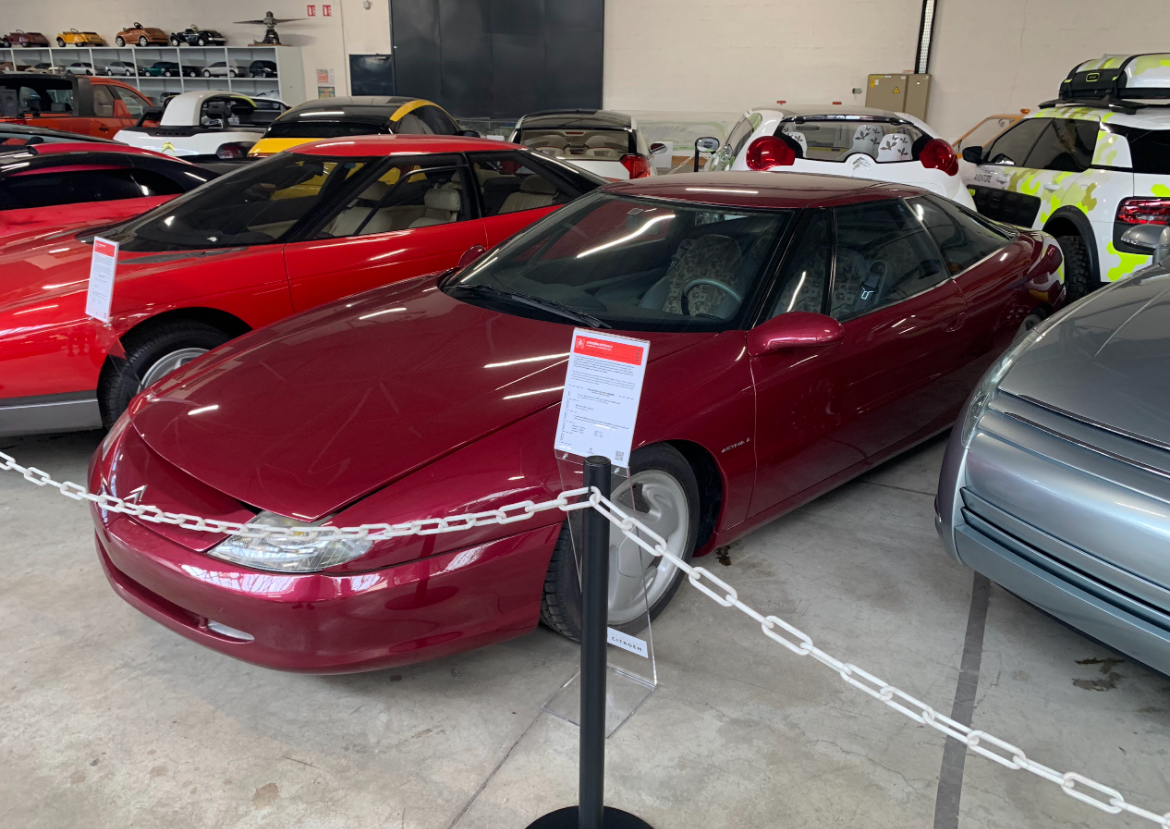
Activa II

Plus réaliste et proche de la série que sa devancière, Activa 2 prend pour base une XM V6-24, au catalogue depuis quelques mois. Elle en reprend la suspension hydropneumatique pilotée hydractive avec les raffinements de gestion de l'activa de 1988. La commande manuelle de hauteur est reprise de la CX série 2. Le moteur est un V6 PRV type ZPJ4 de 200 ch qui se trouve, à cette occasion, associé à une boîte automatique 4 rapports ZF 4HP18, son levier de commande est remplacé par des boutons. Elle est également dotée d’un antiroulis actif, les trains roulants de la XM sont donc modifiés et constituent en quelque sorte des prototypes de ceux que l’on retrouvera sur la Xantia activa.
L’intérieur est plus sobre, un système de vision tête haute est conservé et un écran central avec micro ordinateur type PC/AT accueille les affichages de contrôles, maintenance, confort et un système de navigation cartographié dans Paris intramuros. Elle dispose d'un radio-téléphone mains libres et d'une commande de l'autoradio CD par télécommande.
Compte tenu de sa base technique de grande série, elle ne dispose pas de la direction indépendante sur les 4 roues de l'activa de 1988 et se contente de la DIRAVI, étant de série sur la XM PRV V6-24.
Le design extérieur de ce second concept Activa est également signé par Dan Abramson.
C'est Bertone qui, bien que n'ayant pas participé à sa conception, assure la fabrication du véhicule. Le projet a été mené de telle manière qu'une commercialisation soit envisageable, ce qui est resté sans suite.